# Martin Waddell
Pour les articles homonymes, voir Waddell.
Martin Waddell (10 avril 1941 à Belfast) est un auteur britannique de livres pour enfants. Surtout célèbre pour sa série Petit ours.

## Œuvres
- La série Petit ours avec illustration de Barbara Firth
  - Rentrons à la maison, Petit Ours (19)
  - Tu ne dors pas, Petit Ours? (Can't You Sleep, Little Bear?)
  - Sleep Tight, Little Bear
  - Toi et moi, Petit Ours
  - La grotte de Petit Ours

- La série Enquêtes Policières, Publié originellement aux éditions Blackie au milieu des années 1980 sous le nom de Solve-it-Yourselves. Avec illustration de Terry McKenna[1].
  - La Bande des quatre et le message du mort (The Mystery Squad and the Dead Man's Message)
  - Le Faussaire (The Mystery Squad and the Artful Dodger)
  - La disparition de Laloupe (The Mystery Squad and the Whistling Teeth)
  - M. Macabre (The Mystery Squad and Mr. Midnight), 1984
  - L'homme en rouge (The Mystery Squad and the Creeping Castle), 1985
  - Le mystère de la caméra (The Mystery Squad and the Candid Camera) , 1985
- Ainsi que deux œuvres non traduites en français :
  - The Mystery Squad and the Cannonball Kid, 1986
  - The Mystery Squad and the Robots' Revenge, 1986

- Autres œuvres :
  - Bébés chouettes (Owl babies)
  - Vers l'ouest
  - Le cochon dans la mare
  - Couic couic et ratatam (Squeak-a-lot)
  - Le concert des hérissons, en collaboration avec Jill Barton.
  - Le canard Fermier (Farmer Duck)

- Sous le pseudonyme de Catherine Sefton[2]
  - Le battement du tambour
  - Le fantôme et moi
  - Le retour du fantôme